# Lothar von Hochstaden
Lothar von Hochstaden († 1194 in Rom) war Bischof von Lüttich und Reichserzkanzler.
Er stammte aus dem Geschlecht der Grafen von Are-Hochstaden. Lothar von Hochstaden war der Bruder des Stauferanhängers Dietrich von Ahr-Hochstaden. Er war Propst von St. Cassius in Bonn und von St. Servatius in Maastricht, und Domdechant von St. Lambertus in Lüttich.
Nach dem Tod Erzbischof Philipps von Köln wählte ihn das Domkapitel Ende des Jahres 1191 zum neuen Erzbischof. Die Grafen von Berg zwangen ihn jedoch zum Verzicht auf seine Würde. Daraufhin wurde Bruno von Berg zum neuen Erzbischof gewählt. Im Januar 1192 machte ihn Kaiser Heinrich VI. zu seinem Erzkanzler und zum Bischof von Lüttich, wo es kurz zuvor zu einer strittigen Wahl gekommen war, bei der beide Parteien von verschiedenen flandrischen Großen unterstützt wurden. Der Kaiser verfolgte hierbei womöglich das Ziel, sich am Niederrhein eine Machtbasis aufzubauen. 
Balduin V. von Hennegau akzeptierte die Erhebung, doch Heinrich I. von Brabant verweigerte Lothar den Lehnseid. Der ursprünglich erwählte Bischof, Albert von Löwen, ein Bruder Heinrichs von Brabant, erlangte vom Papst die Bestätigung seiner Bischofswürde und wurde am 19. September 1192 in Reims geweiht. Daraufhin stützte Heinrich VI. Lothar und ging gegen Albert vor, welcher am 24. November vor Reims von deutschen Rittern erschlagen wurde. Lothar wurde für Alberts Tod verantwortlich gemacht. Obwohl er in einem Eid seine Unschuld beschwor, belegte ihn der Papst mit dem Kirchenbann und entband ihn von seinem Bischofsamt. Lothar reiste daraufhin nach Rom. Dort wurde er vom Bann gelöst, musste aber auf das Bistum Lüttich verzichten. Um seine vollständige Freisprechung zu erlangen, begab er sich im Jahr 1194 erneut nach Rom, wo er im selben Jahr verstarb.
Die Tötung Alberts führte zur Bildung einer antistaufischen Opposition im Niederrheingebiet.